# 123 a.C.

## Eventos
- Quinto Cecílio Metelo e Tito Quíncio Flaminino, cônsules romanos.
- Metelo conquista as ilhas Baleares e as incorpora ao Império Romano.

## Mortes
- Alexandre Zabinas
- Públio Rupílio